# Xian de Jinxian
Pour les articles homonymes, voir Jinxian.
Le xian de Jinxian (进贤县 ; pinyin : Jìnxián Xiàn) est un district administratif de la province du Jiangxi en Chine. Il est placé sous la juridiction de la ville-préfecture de Nanchang.

## Démographie
La population du district était de 713 685 habitants en 1999.